# Фуэртес, Эстебан Оскар
Эстебан Оскар «Пичи» Фуэртес (исп. Esteban Oscar Fuertes; родился 26 декабря 1972 в Коронель-Доррего, провинция Буэнос-Айрес) — аргентинский футболист. Рекордсмен клуба «Колон» по числу забитых мячей (118) и проведённых матчей (286).

## Биография
Воспитанник клуба «Индепендьенте», однако за этот клуб провёл лишь один матч, дебютировав в аргентинской Примере в 1991 году. После этого 4 года выступал в клубах второго дивизиона Аргентины «Эль Порвенир» и «Лос-Андес», пока в 1995 году его не пригласил «Платенсе», выступавший тогда в элитном дивизионе.
Спустя год атакующего игрока, действовавшего как на фланге, так и на острие нападения, приобрёл злейший враг воспитавшего его клуба — «Расинг». Однако и в «Академии» он провёл лишь сезон, присоединившись к клубу «Колон», который впоследствии станет для Фуэртеса поистине родным домом. Фуэртес неоднократно покидал эту команду, присоединяясь к таким клубам, как «Ривер Плейт» (где стал чемпионом Аргентины — Клаусура 2003), английскому «Дерби Каунти», французскому «Лансу», чилийскому «Универсидад Католика», но всякий раз возвращался в «Колон».
В 2000 году Фуэртес стал лучшим бомбардиром Клаусуры с 17-ю голами. В 2007 году Фуэртес вошёл в символическую сборную чемпионата Чили.
В последнем матче в профессиональной карьере Фуэртес отметился двумя забитыми голами в ворота «Банфилда»
Последнее возвращение в «Колон» состоялось в 2008 году. В тот год в Апертуре он отметился 11-ю забитыми голами. Его вдохновенная игра была отмечена тренерским штабом сборной Аргентины. Фуэртес дебютировал в национальной команде 20 мая 2009 года в товарищеской игре против Панамы. Таким образом, Эстебан стал самым возрастным игроком в истории, который дебютировал за Аргентину, на тот момент ему было 36 лет.
Всего за клубную карьеру забил 210 голов в 478 матчах.

## Титулы
- Чемпион Аргентины (1): 2003 (Клаусура)
- Лучший бомбардир чемпионата Аргентины (1): 2000 (Клаусура)
- В символической сборной чемпионата Чили (1): 2007
- Лучший бомбардир в истории клуба «Колон» — 142 гола
- Игрок, проведший наибольшее количество матчей за клуб «Колон» — 286 игр
- Самый возрастной игрок, дебютировавший в сборной Аргентины — 36 лет